# الدعارة في الأردن
الدعارة في الأردن غير قانونية، ولكن بالرغم من ذلك فهي متواجدة في بعض المناطق لكن بنسبة أقل مقارنة بمجموعة من الدول العربية كما هو الحال في سوريا، العراق، أو حتى تونس والمغرب كما أن السلطات في الأردن عادة ما تغض الطرف عن هذا الموضوع باعتباره غير مؤثر. تنشط الدعارة أساساً في المدن الكبرى وحول مخيمات اللاجئين، حيث تكتر بيوت الدعارة، والمطاعم، والنوادي الليلية وفي الشوارع، وتتركز جنسيات العاملات بالجنس بصورة رئيسية من روسيا، وأوكرانيا، والفلبين، والمغرب، وتونس، وسوريا، والعراق، وكذلك بعض الأردنيين.
في العاصمة عمان، هناك ما يُعرف بالضوء الأحمر في منقطة الجبيهة المجاورة للعاصمة. يدعى أحد الشوارع الرئيسية في الجبيهة «شارع طلِّعني»، وقد حاول السكان المحليين وقف الدعارة في المنطقة إلّا أنهم فشلوا في ذلك.
في عام 2007، وفي محاولة للحد من عدد المومسات في البلاد أعلنت وزارة الداخلية عن تأشيرة خاصة للنساء الذين تتراوح أعمارهن بين 17-40 والقادمات من أوكرانيا، وإستونيا، وروسيا، ورومانيا، وبلغاريا، ومولدافيا، وتونس، والجزائر، والمغرب، وروسيا البيضاء، وأوزبكستان وأرمينيا، ولكن احتج عشرات السياح على هذا الإعلان وعلى قرار تطبيقه مما دفع الوزارة لسحبه في وقتٍ لاحق.
الأردن معروف بالسياحة الجنسية على صعيد منطقة الشرق الأوسط. حيث أن هناك عشرات من حالات السياحة الجنسية للشباب مع نساء البدو قد ذُكرت في بعض المواقع السياحية في الصحراء الأردنية.[محل شك]
نقلت تقارير صحفية عن اضطرار بعض اللاجئات السوريات في الأردن للعمل بالدعارة،  بما في ذلك اللاجئات في مخيم الزعتري.

## الاتجار بالجنس
يُعد الأردن بلد منشأ ومقصد للكبار والأطفال من ضحايا جرائم الاتّجار بالجنس. فضحايا الاتجار بالبشر في الأردن هم في المقام الأول من بلدان جنوب آسيا وجنوب شرقها، وشرق أفريقيا ومن مصر ثم سوريا. ولا يزال اللاجئين السوريين عرضة للاتجار حيث نقلت تقارير عن حالات للاجئات سوريات من النساء والفتيات التي تُباع وتُشرى بشكل «مؤقت» إلى رجال في الأردن أو آخرين أغنياء من بلدان الخليج العربي وذلك بغرض الجنس التجاري. على سبيل المثال، في عام 2016 نشرت الحكومة قضية تنطوي على ثلاث سوريات أُجبرن من قبل الوالد على الزواج المؤقت —لغرض الاستغلال الجنسي— بمواطن من المملكة العربية السعودية. كما نُشرت عدة تقارير تُؤكد على أن النساء القادمات أو المهاجرات من سوريا، ولبنان، وشمال أفريقيا وأوروبا الشرقية يُجبرن على ممارسة الدعارة بعد الهجرة إلى الأردن وذلك بعد العمل في المطاعم والنوادي الليلية كمرحلة أولية. كما أن هناك بعض النساء الأردنيات العاملات في الملاهي الليلية اللاتي أجبرن على ممارسة الدعارة كشرط للعمل في تلك النوادي.
وذكرت منظمة غير حكومية عام 2016 أن بعض المصريات يعملن في مجال القوادة حيث يُجبرن النساء خاصة المهاجرات أو من يعانين من وضع قانوني غير مستقر على ممارسة الدعارة مع شباب من الأردن مقابل أموال طائلة إلى حد ما؛ كما أن العاملات المنزليات من إندونيسيا، والفلبين وبنغلاديش وسريلانكا قد تم إجبارهن على ممارسة الدعارة بعد فرارهن من أرباب عملهم.
تم سن قانون لمكافحة الاتجار بالبشر عام 2009 يجرم جميع أشكال الجنس والعمل والاتجار؛ كما تم إقرار عقوبات وصفها البعض بالغير كافية فمثلاً يُعاقب بالسجن كل من تاجر في البشر لمدة لا تقل عن ستة أشهر و/أو دفع غرامة مالية تتراوح قيمتها ما بين 1,000-5,000 دينار أردني (1,410-7,060 دولار).
تُصنف وزارة الخارجية الأمريكية الأردن في «المستوى 2» في عمليات الاتجار بالبشر وذلك من خلال اعتمادها على معطيات مكتب مراقبة ومكافحة الاتجار بالأشخاص.